# Хуциев, Марлен Мартынович
Марле́н Марты́нович Хуци́ев (4 октября 1925[…], Тифлис — 19 марта 2019, Москва) — советский и российский кинорежиссёр, сценарист и педагог грузинского происхождения; народный артист СССР (1986), лауреат Государственной премии РФ (1993). Почётный член Российской академии художеств; «классик советского кино», как называли его «Известия».

## Биография
Марлен Хуциев родился в Тифлисе (ныне Тбилиси, Грузия) в семье заместителя наркома внутренней и внешней торговли СССР Мартына Левановича Хуциева (Хуцишвили) и актрисы Нины Михайловны (в девичестве Утенелишвили). Имя Марлен является акронимом и означает «Маркс, Ленин» (см. имена советского происхождения). В 1937 году отец был репрессирован, и мать с сыном вернулась в родной город.
Учился в 43-й средней школе в Тбилиси. По окончании школы хотел поступить в Тбилисскую академию художеств, но не прошёл по конкурсу. Устроился на Тбилисскую киностудию ассистентом художника комбинированных съёмок. 
В 1952 году окончил режиссёрский факультет ВГИКа (мастерская Игоря Савченко).
В 1953—1958 годах работал ассистентом по дубляжу, вторым режиссёром, а затем режиссёром на Одесской киностудии, в 1959—1964 году — на киностудии имени М. Горького, с 1965 года — на «Мосфильме».
В ряде своих фильмов выступил как автор и соавтор сценариев. Как актёр снимался в фильмах других режиссёров. В 1967 и 1986 годах поставил в театре «Современник» спектакль «Случай в Виши» по пьесе Артура Миллера.
С 1965 по 1986 год был секретарём правления Союза кинематографистов СССР. Вспоминал, что в союз его приняли после появления «Весны на Заречной улице»: «Я был одним из первых его членов, а рядом такие мастера! Это придавало сил и веры в профессию».
В 1966 году подписал письмо 25 деятелей культуры и науки против реабилитации Иосифа Сталина.
В 1968—1971 годах был художественным руководителем ТО «Экран» Центрального телевидения.
С 1978 года руководил мастерской режиссуры игрового кино во ВГИКе. Профессор. С 1987 по 2009 год был заведующим кафедрой режиссуры игрового кино ВГИКа.
В 1989 году был избран Президентом Гильдии кинорежиссёров России. В 1994—1995 годах — президент кинофестиваля «Окно в Европу».
С 1998 года был председателем Комитета по игровому кино Союза кинематографистов России.
19 декабря 2008 года был избран председателем Союза кинематографистов России. 17 марта 2009 года Пресненский суд Москвы признал итоги VII съезда Союза, на котором кинорежиссёр был избран председателем, незаконными. Это решение было оспорено в судебном порядке.
В марте 2019 года был госпитализирован в Боткинскую больницу, в реанимационном отделении которой скончался в 7 часов утра 19 марта на 94-м году жизни. Отпевание состоялось 20 марта в храме Святого Великомученика Георгия Победоносца в Грузинах. Прощание состоялось 21 марта в Большом зале Центрального Дома кинематографистов. В тот же день похоронен на Троекуровском кладбище.

### Семья
Отец — Мартын Леванович Хуциев (Хуцишвили) (1900—1937), коммунист с дореволюционным стажем, служил комиссаром Четвёртой гаубичной дивизии, после революции — заместитель наркома внутренней и внешней торговли СССР, в 1937 году был осуждён и расстрелян по 58-й статье.
Мать — Нина Михайловна Утенелишвили (1905—1957), актриса, родом из дворянской военной семьи.
Жена — Ирина Семёновна Соловьёва (1927—2019), редактор на киностудии им. М. Горького. 
Сын — Игорь Марленович Хуциев (род. 1952), режиссёр и сценарист.

## Фильмография

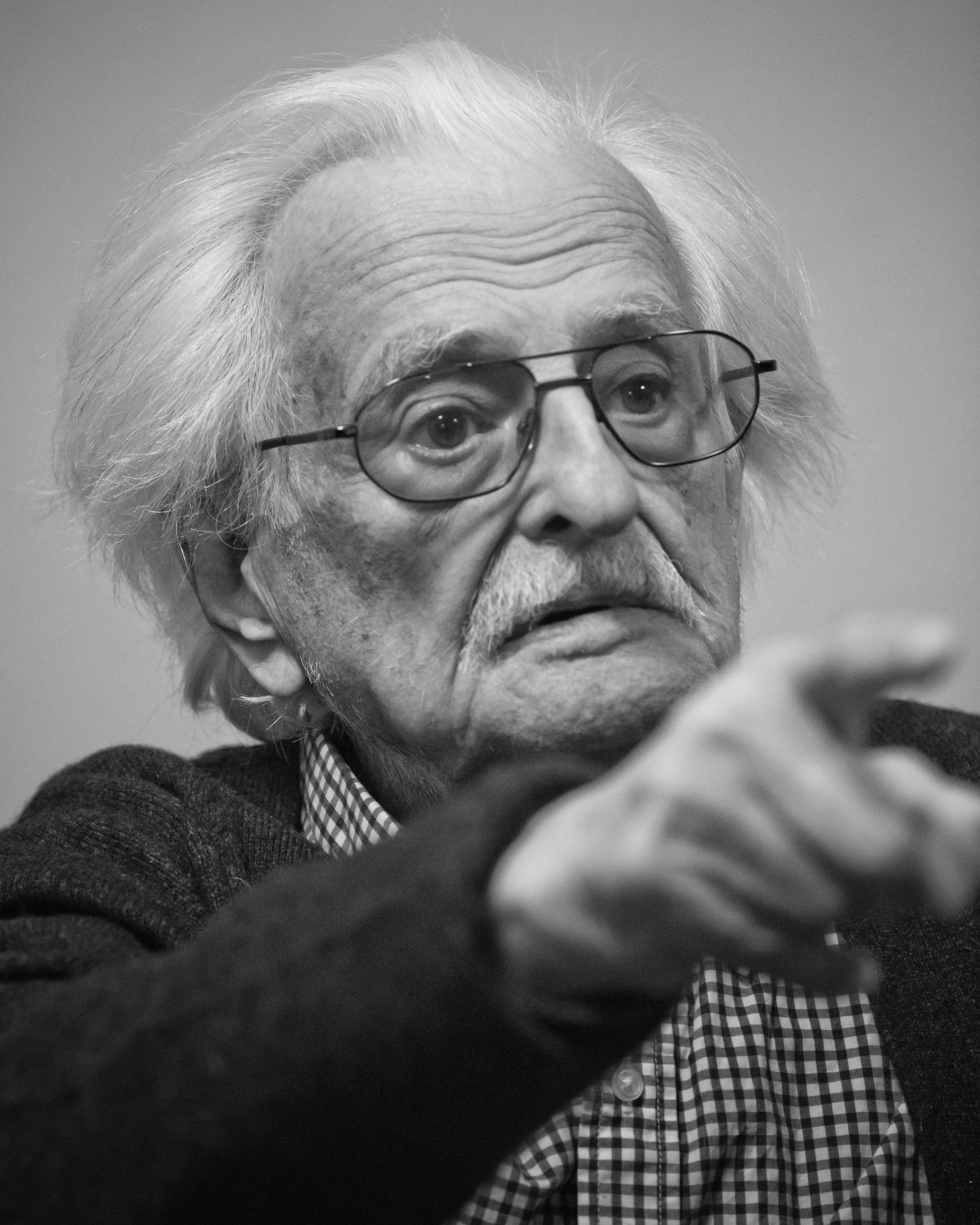
Марлен Хуциев. 2018

| 1950 | Градостроители                        | Да |    |    |    |                                                           | Совместно с Ф. Миронером короткометражный дипломный фильм |
| 1955 | Ляна                                  |    |    |    |    |                                                           | Второй режиссёр у Б. Барнета |
| 1956 | Весна на Заречной улице               | Да |    |    |    |                                                           | Совместно с Ф. Миронером |
| 1958 | Два Фёдора                            | Да |    |    |    |                                                           | |
| 1958 | Улица молодости                       |    | Да |    |    |                                                           | Совместно с Ф. Миронером |
| 1964 | Застава Ильича                        | Да | Да |    | Да | камео (на вечере поэзии после чтения стихов М. Светловым) | Соавтор сценария (совместно с Г. Шпаликовым). Цензурированная версия фильма под названием «Мне двадцать лет» вышла в 1965 году. Премьера полной авторской версии картины состоялась только в 1988 году                 |
| 1966 | Июльский дождь                        | Да | Да |    | Да | человек в лифте                                           | Соавтор сценария (совместно с А. Гребневым) |
| 1968 | Интервенция                           |    |    |    | Да | главнокомандующий                                         | Фильм был положен на полку. Премьера восстановленной версии состоялась в 1987 году |
| 1968 | Золотой телёнок                       |    |    |    | Да | Гигиенишвили                                              | Роль была вырезана из окончательной версии фильма |
| 1969 | Тимоня (этнографический)              |    |    | Да |    |                                                           | |
| 1969 | Гори, гори, моя звезда                |    |    |    | Да | князь                                                     | |
| 1970 | Был месяц май (телевизионный)         | Да |    |    |    |                                                           | |
| 1970 | Цвет белого снега (короткометражный)  |    |    | Да |    |                                                           | |
| 1971 | Алый парус Парижа (документальный)    | Да |    |    |    |                                                           | |
| 1974 | И всё-таки я верю… (документальный)   | Да |    |    |    |                                                           | Как режиссёр (совместно с Э. Климовым и Г. Лавровым) закончил фильм М. Ромма «Мир сегодня», изменив название |
| 1976 | Город с утра до полуночи              |    |    | Да |    |                                                           | |
| 1978 | В день праздника                      |    |    |    | Да | Рамзес                                                    | |
| 1979 | Карл Маркс. Молодые годы (телесериал) |    |    |    | Да | Луи Блан                                                  | |
| 1983 | Послесловие                           | Да | Да |    |    |                                                           | |
| 1985 | Джура — охотник из Мин-Архара         |    | Да |    |    |                                                           | Совместно с И. Хуциевым |
| 1991 | Бесконечность                         | Да | Да |    |    |                                                           | |
| 2001 | Люди 1941 года (документальный)       | Да | Да |    |    |                                                           | Соавтор сценария (совместно с И. Хуциевым) |
| 2019 | Невечерняя (остался завершённым)      | Да | Да |    |    |                                                           | Соавтор сценария (совместно с И. Хуциевым). Работа над фильмом началась в 2007 году. Хуциев работал над ним до конца жизни. Короткометражный вариант фильма под названием «Любимая моя жизнь» был показан на 41-м ММКФ |

### Участие в документальных фильмах
- 1979 — ВГИК: Педагоги и студенты говорят о профессии
- 1984 — Мои современники
- 1985 — Алов
- 1988 — Жил человек… Василий Макарович Шукшин
- 1996 — Николай Рыбников (из цикла телепрограмм канала «ОРТ» «Чтобы помнили»)
- 1998 — Евгения Козырева (из цикла телепрограмм канала «ОРТ» «Чтобы помнили»)
- 1999 — Марлен Хуциев. История одного замысла… (из документального цикла «Жизнь замечательных людей»)
- 1999 — Шукшин (документальный)
- 2002 — Ростислав Плятт (из цикла телепрограмм канала «ОРТ» «Чтобы помнили»)
- 2003 — Марлен. Прощание с шестидесятыми (из документального цикла «Кино, которое было»)
- 2003 — Братья Васильевы (из цикла видеофильмов «Кинорежиссёр: профессия и судьба»)
- 2005 — Долгие встречи
- 2006 — Алла на шее
- 2006 — Борис Барнет. Легенда о режиссёре
- 2006 — Поэт Николай Рубцов
- 2007 — Ростислав Плятт. Что сказали звёзды?
- 2007 — Весна на Заречной улице. Неоконченный рассказ… (из телевизионного документального цикла «Фильм про фильм»)
- 2008 — Игра для уха. Мастера радиотеатра
- 2008 — Застава Ильича: Коллективный портрет Оттепели (из серии документальных фильмов «Фильм о фильме» в цикле передач «Живая история» телекомпании «Петербург — 5 канал»)
- 2008 — Ростислав Плятт — мудрец и клоун (из телевизионного документального цикла «Острова»)
- 2009 — Он сражался за Родину. Василий Шукшин
- 2010 — Марлен Хуциев (из телевизионного документального цикла «Острова»)
- 2010 — Юрий Визбор (из телевизионного документального цикла «Острова»)
- 2010 — Виктор Некрасов. Вся жизнь в окопах
- 2010 — Владимир Венгеров. Против инерции
- 2010 — В огнедышащей лаве любви. Светлана Светличная
- 2012 — Алексей Коренев. Незнакомый режиссёр знакомых фильмов (из телевизионного документального цикла «Острова»)
- 2013 — Тамара Сёмина. Всегда наоборот
- 2017 — По семейным обстоятельствам (из документального цикла о создании известных советских фильмов «Тайны кино»)
- 2017 — Весна на Заречной улице (из документального цикла о создании известных советских фильмов «Тайны кино»)

## Награды и звания

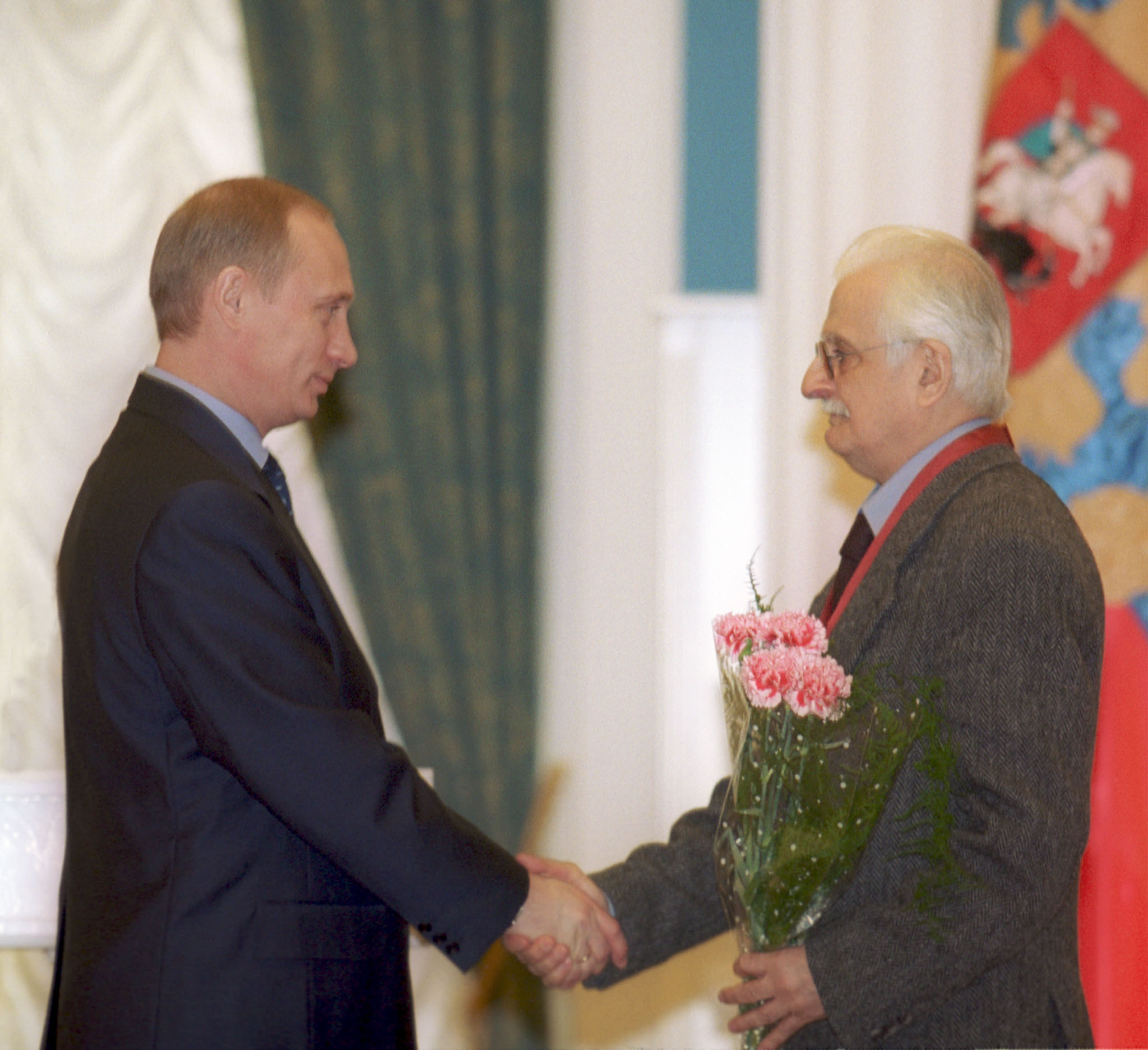
Владимир Путин награждает Марлена Хуциева орденом «За заслуги перед Отечеством» III степени. 2001

- Заслуженный деятель искусств РСФСР (1965) — за заслуги в области советского киноискусства[24]
- Народный артист РСФСР (1977) — за заслуги в области советского киноискусства[25]
- Народный артист СССР (1986) — за заслуги в развитии советского киноискусства[26]
- Государственная премия Российской Федерации в области литературы и искусства (1993) — за художественный фильм «Бесконечность»[27]
- Орден «За заслуги перед Отечеством» II степени (2006) —  за выдающийся вклад в развитие отечественного киноискусства и многолетнюю творческую деятельность[28]
- Орден «За заслуги перед Отечеством» III степени (2000) — за большой вклад в развитие киноискусства [29]
- Орден «За заслуги перед Отечеством» IV степени (1996) — за заслуги перед государством, многолетнюю плодотворную деятельность в области культуры и искусства [30]
- Орден Почёта (2010) —  за большой вклад в развитие отечественного кинематографического искусства и многолетнюю творческую деятельность[31]
- Орден Дружбы (2016) —  за большие заслуги в развитие отечественной культуры и искусства, многолетнюю плодотворную деятельность[32]
- Орден «Знак Почёта» (1975) — за заслуги в области советского киноискусства и в связи с пятидесятилетием со дня рождения[33]
- Медаль «В ознаменование 100-летия со дня рождения Владимира Ильича Ленина» (1970)
- МКФ в Венеции (1965, Специальный приз жюри, фильм «Застава Ильича»)
- МКФ европейского кино в Риме (1965, «Золотая пластина», фильм «Застава Ильича»)
- VII МТФ «Злата Прага» в Праге (1970, Премия Интервидения за режиссуру, фильм «Был месяц май»)
- ВКФ в Минске (1970, Приз жюри за лучшую режиссерскую работу, фильм «Был месяц май»)
- Приз города-устроителя ВКФ в Минске по разделу художественных фильмов (1970)
- МКФ в Берлине (1992, Приз А. Бауэра «За открытие новых путей в киноискусстве», Приз экуменического жюри, фильм «Бесконечность»)
- Кинопремия «Золотой овен» (победитель в номинации «Человек кинематографического года», 1995)
- V КФ «Виват кино России!» (Приз города Санкт-Петербурга «Живая легенда отечественного кино», 1997)
- ОРКФ в Сочи «Кинотавр» (Специальный приз Президента Российской Федерации, 1999) — за выдающийся вклад в развитие российского кино [34]
- Специальный приз Президента Российской Федерации «За выдающийся вклад в развитие российского кино» (1999)[35]
- Премия Мэрии Москвы в области литературы и искусства (1999) — за уникальный вклад в развитие культуры Москвы[36]
- Национальная премия в области документального кино и телевидения «Лавровая ветвь» за 2002 год в категории за вклад в кинолетопись
- МФ фильмов о правах человека «Сталкер» в Москве (2003, Приз «Киногерой года „Сталкер“ — За права человека», фильм «Марлен. Прощание с шестидесятыми»)
- Премия «Триумф» (2004)
- Кинопремия «Ника» в номинации «Честь и достоинство» (2005)
- «Почетный Леопард» за вклад в киноискусство на Международном кинофестивале в Локарно (2015)
- Приз «За вклад в кинематограф» (2019, кинофестиваль «Золотая арка»)
- Академик Национальной академии кинематографических искусств и наук России[37]
- Академик Российской академии кинематографических искусств «Ника»
- Академик Независимой академии эстетики и свободных искусств (Москва)[38]